# Georgetown (Arkansas)
Georgetown – miasto w Stanach Zjednoczonych, w stanie Arkansas, w hrabstwie White.